# Ecofascismo
El término ecofascismo es una definición política que asocia el ecologismo con el fascismo y que es usada en dos modos distintos. Para referirse a los elementos específicos del ecologismo radical o que están abiertamente afiliados con el neofascismo, o que comparten similitudes conceptuales con teorías fascistas. Se utiliza desde fuentes externas, y menos como etiqueta propia, para referirse a los nacionalistas y los grupos de extrema derecha que incorporan posiciones ambientalistas en su ideología. Dentro de los movimientos ecologistas, caracteriza tendencias consideradas reaccionarias o autoritarias, como las propuestas de una dictadura verde, o una visión centrada principalmente en los efectos del crecimiento demográfico y económico sobre el medio ambiente. 
En segundo lugar, el término también se utiliza en debates políticos desde la derecha política para identificar lo que ellos llaman el antihumanismo del proyecto político de la ecología profunda, el ecologismo convencional, y otras posiciones ecológicas de izquierda y de no-izquierda, y por la izquierda política para descalificar a los movimientos ecologistas que ven fuera de la izquierda, tales como la mencionada ecología profunda. Los ecologistas aludidos dicen que se trata de un epíteto usado para desacreditarlos.

## Ecofascismo: la ecología en el fascismo
Reconocemos que separar la humanidad de la naturaleza, de la vida toda, conduce a la propia destrucción de la humanidad y la muerte de las naciones. Sólo a través de una nueva integración de la humanidad en toda la naturaleza puede nuestro pueblo hacerse más fuerte. Ese es el punto fundamental de las tareas biológicas de nuestra época. La humanidad sola ya no es el foco del pensamiento, sino más bien la vida como un todo... Este esfuerzo hacia la conexión con la totalidad de la vida, con la propia naturaleza, una naturaleza en la que hemos nacido, este es el significado más profundo y la verdadera esencia del pensamiento nacional-socialista. - Ernst Lehmann, Biologischer Wille. Wege und Ziele biologischer Arbeit im neuen Reich, München, 1934

Sobre los puntos de vista nazis y fascistas sobre la ecología el historiador del fascismo Roger Griffin ha señalado, en un ensayo sobre la relación entre el fascismo, la religión y la naturaleza que "el lugar que una relación transformada con la naturaleza ocupa en el proyecto fascista para la regeneración nacional, así como el papel desempeñado en ella por los paganos, conceptos o cultos "inmanentistas" de la naturaleza puede variar enormemente dependiendo de qué especie del género se considera" (p. 640). La admiración de la naturaleza fue un tema fuerte del Partido Nacionalsocialista Obrero Alemán y en el romanticismo alemán que le era anterior, y es también un tema clave para algunos movimientos fascistas modernos. Los nazis estaban en la vanguardia del conservacionismo, con la Alemania nacionalsocialista con algunas de las primeras reservas silvestres protegidas legalmente, lo mismo su legislación fue la primera en reconocer a la naturaleza y los animales como sujetos de derecho en vez de objetos[cita requerida]. 
La Alemania de Hitler, sin embargo, abandonó rápidamente su doctrina ecológica a fines de la década de 1930 para recurrir al productivismo y la industria pesada. Después de la guerra, algunos ex nazis pudieron reconvertirse como militantes ruralistas hasta la década de 1970.
Durante su ascenso al poder, los nazis fueron apoyados por los ecologistas alemanes y los conservacionistas, pero las cuestiones ambientales fueron empujadas a un lado gradualmente en la preparación para la Segunda Guerra Mundial.
El ecofascismo es generalmente una alternativa al colapso entre los pensadores de la colapsología, pensada como una contraparte autoritaria de una "ecodemocracia". Según quienes describen tal régimen, las amenazas que las actividades humanas representan para el planeta Tierra serían tales que las élites podrían verse obligadas a no tener más remedio que seguir a dictadores que prometen preservar su forma de vida a cambio de su libertad, a costa de empeorar las injusticias globales y liquidar a una proporción significativa de seres humanos. Este peligro de ecofascismo o dictadura ecológica es destacado por el filósofo alemán Hans Jonas.
Por el contrario, las formas no-alemanas del fascismo en su mayoría carecían de cualquier perspectiva ecológica digna de mención. Una excepción fue la Guardia de Hierro de Rumania, organización formada por el campesinado que vio en el capitalismo, que asociaron con los judíos, un ser destructivo para el campo rumano y su cultura cristiana ortodoxa. En otras partes de Europa, las preocupaciones ecológicas se encuentran de forma individual y no colectiva, por ejemplo, Julius Evola, un escritor italiano y partidario del régimen fascista de Benito Mussolini, quien escribió libros de glorificando un estado primitivo de la naturaleza y en denuncia de la modernidad. Griffin ha afirmado que "el fascismo en repetidas ocasiones genera imágenes que evocan un parentesco con un engañosa comunión "panenhenística" (naturalismo espiritualista) con la naturaleza" (pg.642) como medio de movilizar a los miembros del grupo étnico fascista hacia la causa del ultra-nacionalismo. Como ejemplo pone la glorificación de la vida silvestre en el arte nazi y el ruralismo en las novelas de los simpatizantes fascistas Knut Hamsun y Henry Williamson. Existe también una tradición histórica entre el ambientalismo y la extrema derecha en el Reino Unido.

## Ecofascismo: término usado en debates
Las acusaciones de ecofascismo desde la derecha pueden encontrarse en personajes como Rush Limbaugh y otros comentaristas conservadores y del movimiento Wise Use, en este último caso, se trata de un uso hiperbólico del término que se aplica a todos los ambientalistas, incluidos los grupos principales, como Greenpeace y el Sierra Club. La acusación de ecofascismo puede encontrarse en la izquierda en el ecologista social Murray Bookchin y otros individuos de la misma tendencia socialista. En España el politólogo Carlos Taibo es uno de los estudiosos del ecofascismo, ideología que parte de la certeza del cambio climático (por tanto no es negacionista) y del agotamiento de todas las materias primas energéticas nos lleva a una nueva forma de fascismo para preservar para una minoría los recursos mundiales a través de políticas de carácter fundamentalmente represivo.
Las acusaciones de ecofascismo no son infrecuentes. Para algunos, los reclamos de los principales ecologistas pidiendo la regulación de la reproducción humana y la reducción de la población mundial por medio de planes de ingeniería social son indicativos de políticas nazis antihumanistas. Sin embargo, los defensores de las políticas de control de la población han reaccionado enérgicamente en contra de estas comparaciones, considerándolos como un mero intento de calumniar a ciertas secciones del movimiento ambientalista.
Entre las principales personalidades a las que se identifica con algún tipo de ecofascismo está el finlandés, recientemente fallecido, Pentti Linkola. Pentti Linkola fue un ecologista profundo totalitario, y aunque no habla específicamente de apoyar el fascismo, expresó su admiración por el régimen nacionalsocialista alemán durante su eficiente ascenso al poder y sus capacidades destructivas, y no por su ideología racista y nacionalista. Él aboga por una dictadura ecologista fuerte y centralizada, con duras medidas de control de la población y el castigo brutal de los que él considera son los abusadores del medio ambiente. Linkola siempre atrajo una considerable controversia en su país de origen y fuera de él. 
El movimiento europeo Nouvelle Droite, desarrollado por Alain de Benoist y otros individuos relacionados al instituto tradicionalista GRECE que une elementos de extrema derecha con la Nueva Izquierda, también ha atraído acusaciones de ecofascismo dirigidas desde la izquierda, debido a su combinación de antiglobalización, ambientalismo, y etno-nacionalismo europeo. Sin embargo, De Benoist rechaza el fascismo y lo cataloga de "jacobinismo pardo", y condena el prejuicio racial y a los populistas nacionalistas como Jean-Marie Le Pen. 
El término "ecofascista" también ha sido usado por Mark Potok del Southern Poverty Law Center para describir a James Jay Lee, el ecoterrorista que tomó varios rehenes en la sede de Discovery Communications el 1 de septiembre de 2010. Potok también ve ecofascismo en la idea de ciertos grupos ecologistas de que la migración es responsable de la degradación ambiental.